# Dorval Rodrigues
Dorval Rodrigues, auch bekannt als Macalé, (* 26. Februar 1935 in Porto Alegre; † 26. Dezember 2021 in Santos) war ein brasilianischer Fußballspieler. Der Mittelfeldspieler wurde mit dem FC Santos mehrfacher nationaler und internationaler Meister.

## Karriere

### Anfänge
Dorval begann das Fußballspielen auf den Straßen seiner Heimatstadt, bevor er in den beiden größten Klubs aus Porto Alegre, SC Internacional und FBPA Grêmio ausgebildet wurde. Von letzterem ging er 1955 zum Grêmio Esportivo Força e Luz, ebenfalls aus Porto Alegre, um seine Profilaufbahn zu starten. Er folgte der Einladung des dortigen Trainers Ênio, eines ehemaligen Trainers von FBPA Grêmio. Dieser wollte ihn in der Staatsmeisterschaft von Rio Grande do Sul einsetzen. Hier machte er bereits so auf sich aufmerksam, dass er zur Vorbereitung auf die Panamerikanische Fußballmeisterschaft 1956 berufen wurde. An dieser sollte eine Auswahlmannschaft des Bundesstaates Rio Grande do Sul für Brasilien antreten. Eine Nominierung für die Reise erfolgte aber nicht.

### Santos
Dorval verließ zur Saison 1956 Força und wechselte zum FC Santos. Sein Debüt für den Klub gab er am 20. Mai 1956 in einem Freundschaftsspiel gegen im Estádio Mário Alves Mendonça. In dem Spiel beim América FC (SP) wurde Dorval für Alfredinho eingewechselt. Zunächst konnte er sich hier nicht durchsetzen und wurde 1957 für drei Monate an den CA Juventus ausgeliehen. Nach seiner Rückkehr 1958 konnte er Alfredinho aus der Startelf verdrängen. Ab dem Jahr spielte er unter dem Meistertrainer Lula gemeinsam mit dem künftigen Weltstar Pelé und anderen Idolen des Klubs wie Pepe, Pagão und Jair. Mit Pelé teilte er sich in der Pensão da Dona Georgina, einer Pension in Santos in der viele Santos Spieler ohne eigene Wohnung unterkamen, ein Zimmer. Hierzu gibt es die Anekdote, dass die Zimmergenossen nach einem Streit ein Jahr zwar zusammen wohnten, aber nicht miteinander sprachen. Der Trainer setzte ihn künftig in vielen wichtigen Spielen des Klubs ein. So z. B. bei den Finals der Copa Libertadores 1962 und 1963 oder den Weltpokalspielen 1962 und 1963.
Seine Zeit bei Santos erlebte aber auch Unterbrechungen. Aufgrund einer Meinungsverschiedenheit zwischen Dorval und Pelé in den Umkleidekabinen nach einem Spiel, beschloss der Vorstand von Santos ihn abzugeben. Ein Interessent war der Racing Club aus Argentinien. Nachdem Racing die vereinbarten Gelder nicht zahlte, wurde der Transfer rückgängig gemacht und Dorval ging zunächst zu Atlético Paranaense. 1965 kehrte er dann zu Santos zurück und blieb hier bis 1967. Das letzte Mal trug er das Santos Trikot am 23. April 1967, beim 3:0−Sieg gegen den Bangu AC im Torneio Roberto Gomes Pedrosa 1967. Dorval spielte für Santos 612 Spiele und erzielte 198 Tore. Er ist der sechstbeste Scorer und an Spielen der fünft Beste in der Gesamtwertung des Klubs.

#### Besuch in Hamburg
Im Zuge einer seiner damalig häufigen Werbereisen trat Santos am 20. Oktober 1962 in Hamburg zu einem Freundschaftsspiel gegen den Hamburger SV an. Im mit über 72.000 Zuschauern ausverkauftem Volksparkstadion stand Dorval im Kader des Klubs. Das Santos-Team, das gegen Hamburg auf dem Feld bestand aus: Laércio; Mauro Ramos, Dalmo Gaspar und Zé Carlos; Calvet (Formiga) und Lima; Bé (Pagão), Mengálvio, Coutinho, Pelé und Dorval Rodrigues. Das Spiel endete 3:3. Die Tore für Santos erzielten Pelé (2) und Coutinho. Für den HSV trafen Uwe Reuter (2) und Uwe Seeler.

### Karriereende
Noch im selben Jahr wechselte Dorval zur SE Palmeiras. Der Klub gewann in dem Jahr konnte das Torneio Roberto Gomes Pedrosa 1967. Ob er in dem Turnier auch für Palmeiras auflief, ist nicht belegt. Für Palmeiras bestritt er 20 Spiele. Es gab 12 Siege, 4 Unentschieden, 4 Niederlagen und keine Tore.
1968 ging Dorval zum zweiten Mal zu Atlético Paranaense, wo er 1970 die Staatsmeisterschaft gewann. 1971 verließ er Athletico und setzte seine Laufbahn beim Carabobo FC in Venezuela fort. 1972 beendete er seine aktive Karriere beim Saad EC aus São Caetano do Sul.

### Nationalmannschaft
Dorval wurde 1959 zur Nationalmannschaft berufen. Er trat mit dem A−Kader in der Campeonato Sudamericano 1959 an. Sein Debüt gab er am 10. März 1959 gegen die Auswahl Perus. Insgesamt bestritt er in dem Wettbewerb vier von sechs möglichen Spiele. In der Taça Bernardo O’Higgins 1959, einem Pokalwettbewerb zwischen Brasilien und Chile von 1955 und 1966, kam Dorval zu Einsätzen in beiden Spielen. Im ersten Spiel im Maracanã am 5. Dezember 1959 erzielte er sein einziges Tor im Dress der Canarinho. Beim 7:0–Sieg markierte er den zweiten Treffer. Nachdem auch das Rückspiel mit 1:0 gewonnen wurde, konnte Dorval den Titelgewinn feiern.
Erst 1963 erhielt Dorval weitere Einsätze. In der Copa Roca 1963 stand er in beiden Spielen in der Startelf. Hinzu kamen Freundschaftsspiele gegen Portugal, Belgien, Deutschland, England und Italien.

### Auswahl von São Paulo
Von 1959 bis 1963 trat Dorval auch für die Auswahlmannschaft von São Paulo an. Die Campeonato Brasileiro de Seleções Estaduais war ein Wettbewerb zwischen Auswahl Mannschaften der einzelnen Bundesstaaten, welcher in unregelmäßigen Abständen von 1922 bis 1987 stattfand. An der Seite von anderen Größen aus Santos konnte er die Ausgabe von 1959 gewinnen.

## Trivia
An seinem Todestag rief Santos eine siebentägige Trauerzeit aus.
Laut dem Almanaque dos Craques von Santos war Dorval in den 1960er Jahren einer der feierfreudigsten Spieler in diesem Kader. Der Spitzname, den der Flügelspieler unter den Pé de Valsa (Walzerfüße) Spielern hatte, hatte mit seiner unkonventionellen Persönlichkeit zu tun, die gerne feierte und tanzte. Er gab diesen Ruhm sogar zu. Im Zuge von Spielvorbereitungen teilte er sich ein Zimmer in mit Torhüter Gilmar, der besser erzogen und verheiratet war. Dieser hielt sich lieber in seinem Hotelzimmer und las Bücher. Dorval hingegen konnte keine Nacht entbehren. Ich ging aus, kam spät an und Girafa, portugiesisch für Giraffe [Gilmar Spitzname] las immer noch im Bett, sagte er.
Santos war Anfang 1960er Jahren für das Tournoi de Paris in Frankreich. Hier hatten die Spieler eine Nacht frei. Nach Mitspielers Pepes Erinnerung hatte Trainer Lula so etwas gesagt wie: Passt auf euch auf, keiner trinkt. Mitternacht, alle im Hotel. Irgendwann fing Dorval an, mit einer Blondine Wange an Wange zu tanzen, was ihm den Spitznamen Pé de Valsa einbrachte. Dann hörte die Musik auf, die Paare auf der Tanzfläche trennten sich und Pepe sah, wie Dorvals Blondine die Herrentoilette betrat. Als die Spieler zu Dorval gingen, um ihm diese Kuriosität mitzuteilen, bekamen sie die Antwort, die in die Liste der besten urbanen Legenden des brasilianischen Fußballs aufgenommen wurde: Kein Problem. Ich habe auch ein Problem. Ich täuschte sie auch, sie denkt, dass ich es bin Pele. Laut Pepe bat Dorval ihn, diese Geschichte nicht mehr zu erzählen, aber der ehemalige Linksaußen lehnte ab, weil es die beste aller Zeiten sei. Dorval sagte, Pepe sei ein gewaltiger Lügner.
Laut Dorval hatte er seine Zeit bei Grêmio nicht in guter Erinnerung. Er spielte mal Mittelfeld, mal auf der Außenbahn und wurde sogar auf der linken Außenbahn gespielt. Aber es war schwierig für einen farbigen Spieler, sich in Grêmio zu etablieren.
Nach seiner Spielerkarriere hatte Dorval mehrere Beschäftigungen. Er war Lehrer an einer beliebten Fußballschule am Stadtrand von São Paulo, arbeitete in einem Kunststoffunternehmen, war Mitarbeiter des staatlichen Sportamts von São Paulo und trainierte Amateurmannschaften in der Region ABC Paulista.
2014 zog er nach Santos zu einem Freund, weil er in finanziellen Schwierigkeiten steckte. Davor lebte er in Vila Santa Catarina, einem Stadtteil im Süden von São Paulo. Er war Leiter eines Rathausprojekts von São Paulo am Campo do CDM Ferradura in Adelino da Fontoura, Jardim Jabaquara. Hier ist das Projekt Craques do Futuro. Mit diesem sollen künftige Fußballstars gesucht und gefördert werden.
Dorval klagte über Santos, dass dieser seinen ehemaligen Spielern keine Ehrungen zuteilwerden ließ. Er musste sogar sein Eintrittskarten in Stadion selbst zahlen. Er konnte nicht akzeptieren, dass er den Platz in den im November 2005 eingeweihten „Artilheiros da Vila“−Kabinen im vierten Stock der Vila Belmiro nicht nutzen konnte. „Diese Boxen sind nach den Torschützenkönigen von Santos benannt. Mein Name steht dort und mir steht kein Stuhl zu. Wow... es ist fairer, dann nicht einmal unsere Namen zu nennen“, sagte der ehemalige Flügelspieler einmal.
Es änderte sich 2014, als der Club das Projekt Ídolos Eternos (ewige Idole) ins Leben rief. Die Idee war, einige ehemalige Spieler als Mitarbeiter der Marketingabteilung des Vereins einzustellen. Neben Mengálvio, Pepe, Lima, Edu, Clodoaldo, Manoel Maria und Abel Verônico nahm Dorval in den letzten Jahren an Veranstaltungen, Fernsehprogrammen und Werbeaktivitäten teil.
Für Dolmar bestand beste brasilianische Auswahl aus GilmarCarlos Alberto, Mauro Ramos, Formiga, Nílton Santos, Zito, Garrincha, Didi, Coutinho, Pelé und Pepe sowie als Trainer Lula.

## Erfolge
Nationalmannschaft
- Taça Bernardo O’Higgins: 1959
- Copa Roca: 1963

Auswahl von São Paulo
- Campeonato Brasileiro de Seleções Estaduais: 1959

Santos
- Staatsmeisterschaft von São Paulo: 1958, 1960, 1961, 1962, 1964, 1965
- Torneio Rio-São Paulo: 1959, 1963, 1964, 1966
- Campeonato Brasileiro de Futebol – Vizemeister: 1959
- Campeonato Brasileiro de Futebol – Meister: 1961, 1962, 1963, 1964, 1965
- Copa Libertadores: 1962, 1963
- Weltpokal: 1962, 1963

Atlético Paranaense
- Staatsmeisterschaft von Paraná: 1970